# Amelia Lily
Amelia Lily Oliver (Nunthorpe, Reino Unido, 16 de octubre de 1994) es una cantante de pop, dance y pop rock en inglés que obtuvo el tercer lugar en la octava serie de The X Factor en 2011, apadrinada por Kelly Rowland. Su primer single, You Bring Me Joy, salió el 9 de septiembre de 2012 y alcanzó el número 2 en la lista de sencillos del Reino Unido y logró situarse entre los diez singles más vendidos en diversos otros países. Su segundo single Shut Up (and Give Me Whatever You Got) salió en enero de 2013, llegando al puesto número 11. El 21 de abril de 2013, publicó un nuevo single, Party Over, que no pudo igualar el éxito de sus singles anteriores, llegando sólo al puesto número 40 en el Reino Unido. Posteriormente, su primer álbum en preparació, Be a Fighter, se canceló.

## Carrera
Conocida como Comeback Kid , Lily audicionó para The X Factor en Liverpool frente a los jueces Gary Barlow, Tulisa Contostavlos,Louis Walsh y Kelly Rowland a principios de 2011. Ella cantó Piece of My Heart de Janis Joplin y ganó los elogios de los cuatro jueces. Ella avanzó a través del bootcamp a las casas de los jueces , donde cantó ET de Katy Perry delante de Rowland y  la juez invitada Jennifer Hudson. Lily llegó a los shows en vivo en la categoría de chicas de Rowland , junto con Misha B, Janet Devlin y Sophie Habibis. Ella interpretó Billie Jean, recibiendo críticas positivas ; los jueces les encantó su acto en el Reino Unido y Estados Unidos, con Louis. Gary también le dio a la adolescente el pulgar hacia arriba pero fue la primera de la categoría de las chicas en ser eliminada de los shows en vivo el 9 de octubre por decisión de su mentor . No hubo votación del público en el show en vivo inaugural. Después de su sorprendente eliminación , Lily continuó actuando en los clubes . Antes del sexto espectáculo en vivo de The X Factor se anunció que Frankie Cocozza había sido descalificado y que se le daría al público la oportunidad de restablecer un concursante eliminado en el primer show en vivo. Lily ganó la votación en la competición después de ganar el 48,8% de los votos, derrotando a 2 Shoes, James Michael y Jonjo Kerr. Su acto de regreso fue The Show Must Go On teniendo una buena crítica de los cuatro jueces.
En la séptima semana cantó Think de Aretha Franklin, pero incluso con comentarios positivos de los jueces , que aterrizó en el enfrentamiento final con Craig Colton y sólo se salvó gracias a ganar el voto popular cuando se estancaron los votos de los jueces. A la semana siguiente Lily volvió a recibir elogios de la crítica de los jueces por sus dos actuaciones: China In Your Hand y Since U Been Gone. Más tarde se reveló que ella encabezó los votos con las últimas 2 actuaciones. El 4 de diciembre ganó un lugar en la final, junto con Little Mix y Marcus Collins. A lo largo de la serie ella encabezó la votación del público dos veces y estuvo en los dos de abajo una sola vez antes de llegar a la final, donde terminó en el tercer lugar con el 26,5 por ciento de los votos del público.
En noviembre de 2014, se anunció que Lily reemplazaría a Marcus Collins en la gira británica de Joseph and the Amazing Technicolor Dreamcoat a partir de febrero de 2015. En mayo de 2015, el London Evening Standard anunció que Lily asumiría el papel de Whatsername cuando Green Day 's American Idiot llegó a Londres.
En 2017, Lily compitió en la vigésima temporada de Celebrity Big Brother Reino Unido. Lily regresó al escenario del teatro musical en la gira británica 2017-2018 de Shrek the Musical en el papel de la princesa Fiona. En octubre de 2019, se anunció que Lily se había unido al elenco de la serie de telerrealidad de MTV Geordie Shore.